# ミュウ
ミュウは、ポケットモンスターシリーズに登場する1025種のポケモン（架空の生物）のうちの一種で、任天堂、クリーチャーズとゲームフリークの登録商標（第4302090号ほか）である。

## 特徴
ヘッケルの反復説の図における脊椎動物の初期胚に似るシルエットのポケモン。目が大きく、足が長く、頭に耳と思われる二つの小突起を持つ。体色は薄い桃色であり、色違いはピンクの部分が水色になっている。
既に絶滅したポケモンだと考えられていたが、南米ジャングルのギアナ高地に住むとされている。他のポケモンに変身したり、自由に姿を消す事が出来るため、発見することは非常に難しいが、清らかな心と会いたいという強い気持ちを併せ持つ者の前にのみ姿を現すとされている。
顕微鏡レベルで見ると非常に短くて細い細やかな体毛がある。ミュウツーの逆襲では、まつげの遺伝子からミュウツーが生まれる。
何でも記憶できる高い知能を持ち、全ての技を習得し扱う事ができる。その事からミュウの持つ遺伝子には全てのポケモンの情報が含まれているといわれており、ポケモンの先祖なのではないかとの仮説が立てられ研究されている。

## ゲームでのミュウ
『ポケットモンスター 赤・緑・青・ピカチュウ』では、グレン島のポケモン屋敷にミュウに関連した記述のある日記が残っており、「7がつ5か」に南アメリカ・ギアナのジャングルの奥地で見つかり、「7がつ10か」にミュウと命名、「2がつ6か」子供であるミュウツーを産んだという記述がある。『エメラルド』の「ふるびたかいず」で行ける「さいはてのことう」に生息するミュウは島にある看板から上記『赤・緑』でフジ博士（フジ老人）に捕獲され、ミュウツーの誕生に関わったミュウと同個体と思われる。性別不明だが、日記からメスの個体がいる事を示唆されている。
平均的に能力が高く、ほぼ全てのわざマシンやひでんマシンに対応し、人に教えてもらえる技もほとんど覚えることができる。
基本的に普通のプレイでは手に入れることができず、原則として任天堂のイベントによる配布のみが第三世代までの入手できる方法だった。だが、このことが低年齢層のユーザーなどにとっては、「全てのわざを覚える」などの設定とあいまってこの作品を面白いと印象づけ、結果的にはゲームのヒットの一因となった。

### 幻のポケモン
ミュウはゲーム中では入手できないとされてきたが、開発者側の予期しない操作によって引き起こされる現象（バグ）の発見によって一般プレイヤーにも入手できるようになった。だが、ポケットモンスターの人気が出た事によるソフトの増産によって、市場には中古ソフトなども含めた初期ロット（初期ROMとも）と、バグ技のほとんどが使用不可能になった後期ロットが混在することとなった。これがミュウを目撃・捕獲する事が出来たプレイヤーと出来ないプレイヤーを生み出す事になり、幻のポケモンの噂が広まる一因ともなった。
ミュウのように「ソフトの中には存在するが通常プレイヤーの目に触れないデータ」というのは、ポケモン以前のテレビゲームにおいても決して珍しい存在ではなかったが、それらは開発上の便宜や内輪話に利用されるに過ぎなかったり、単純に没になったデータの痕跡である場合がほとんどであった。しかしミュウの場合はストーリーにも関連した存在で、他のポケモンと同じように正常なデータが用意され、バグによって多くのプレイヤーの目に露出する機会があった。
ミュウを巡る開発者やプロデューサーの意図については諸説あり、開発の際スタッフの一人が独断でデータを入力したとも言われ、元から大小のイベントでの配布を前提に入力したとも言われる。また「都市伝説的に『151番目のポケモンがいるらしい』という噂が広まるが、結局は見つけられない」という効果を狙ったものだとも言われ、開発者がゲリラ的に配布する計画が持ち上がっていたとも言う。
プログラマーとして『赤・緑』の開発に関わり、ミュウをデザインした森本茂樹は「デバッグ用のプログラムを除いてできた300バイトの隙間に入れた」、「何かのタイミングでうまく使えばいいし、使いたいという声がなくてもそのままにしておけばいいと思っていたんです」と田尻智も含めてのイタズラで入れたと語っている。図鑑のテキスト・鳴き声・パラメータを作ったのも森本である。デザインは当初杉森建に依頼していたが期限が迫っていたため自分で作ることになったという。発売前に最後に入れたプログラムだったため、任天堂はミュウの存在を知らなかった。なお、当時のミュウのグラフィックが薄い体色だったのは空き容量の都合である。

### 151番目へ
当初、任天堂側はこの幻のポケモンの処遇をどうするか、方向性を決めかねていたとされる。だが、結果としてプログラムのミスが原因で目に触れる存在となった事から、任天堂のプログラム管理の不備といった憶測を呼ぶ危険も懸念された。この事態にポケモンの開発に携わった田尻智が「子どもたちにプレゼントしたい」と提案したのを受けて、ミュウを151匹目のポケモンとして認定し、コロコロコミック誌上でのプレゼント企画が提案された。任天堂側からの了解が得られ、コロコロコミック1996年5月号にて20名限定での募集が行われた。内容ははがきで応募し、当選した20名にゲームカセットを送ってもらい、ミュウのデータを入れて返すというものであった。初回出荷分を経てソフトの売上が落ち着いてしまっていた一方で、ポケモンの影響と思われる通信ケーブルの売上増加という現象が発生しており、この企画はコロコロコミックの読者層である小学生のポケモンに対する反応を見る、という意味合いもあった。
この際、「ミュウのデータをあげる」等といった言葉を避けるよう田尻智が提案した。これは「ミュウ」を本当に居る生き物として見ている子供達への配慮だった。
この応募には約7万8000通のハガキがコロコロコミック編集部に送られてきた。この反響の大きさから、同年8月号にて再度100名分の募集が行われ、約8万通の応募があった(抽選当り率は約0.125％)。
これらの反響の大きさから、1996年8月23日東京国際展示場で開催された「イプサムカップ第4回次世代ワールドホビー展」にて三度目のプレゼントの実施が計画された。この時もコロコロコミック誌上にて告知が行われたが、「ミュウがもらえる」とは一言も書かれず、「ゲームボーイとカセットを持ってくると、良い事があるよ」とだけ書かれていた。「ミュウがもらえる」とは事前に伝えなかったのはミュウを求めるプレイヤーが会場に殺到しないようにするための配慮であったが、ゲームフリークの森本茂樹曰く「バレバレ」であったとのこと。このイベントで約700人に配布が行われた。
これ以降は表立ったイベントで配布されることになり、バラエティ番組「64マリオスタジアム」においても、ミュウのデータが加えられた『ポケットモンスター 青』を、番組内のポケモン大会で3週勝ち抜きを達成したチームに賞品として贈っていた。
さらにミュウ以降、プレイヤーが直接入手することの出来ないキャラクターなどのデータを正式に設定したり、そのデータをイベント会場などで「配布（ロムカセットや記録媒体に書き加える）」することがポケモン以外のゲームにおいても広く行われるようになった。

### その後
ミュウは『ポケットモンスター 金・銀・クリスタル』に対しては直接配信される機会は無かった（前作と通信交換することでのみ入手可能）。『ルビー・サファイア・エメラルド』以降の作品でも各種の公式イベントなど、配信・入手手段を用意している。以下が日本語版のゲーム本編の例である。
GBA版（『ルビー・サファイア・エメラルド』、『ファイアレッド・リーフグリーン』）
- 2005年の映画『ミュウと波導の勇者 ルカリオ』の前売り券の特典として入手できた。
- 『エメラルド』では、ポケモンフェスタ2005での配布でアイテム「ふるびたかいず」を手に入れ、それによって行くことのできる「さいはてのことう」で捕獲することができた。

DS版（『ダイヤモンド・パール・プラチナ』、『ハートゴールド・ソウルシルバー』）
- ポケモンフェスタ2007パルシティで、ワイヤレス通信（ふしぎなおくりもの）により『ダイヤモンド・パール』へ配布された。
- Wiiウェア『みんなのポケモン牧場』で、プレイヤーが牧場にポケモンを999匹以上連れて来た翌日、ユカリが牧場に連れて来るという形で登場する。このミュウは、タマゴ（種族は何でもいい）と交換して、『ダイヤモンド・パール・プラチナ』へ送ることができる。これにより、幻のポケモンの代表格ではあるものの、いつでも入手することができるようになった。通常のミュウと異なり、プレシャスボールに入っており、最初から「おんがえし」を覚えている他、通常覚えない「こうごうせい」、「さいみんじゅつ」、「テレポート」を覚えている[注 5]。
- 金銀発売10周年を記念して、ニンテンドーWi-Fiコネクション（ふしぎなおくりもの）で配信された（『ハートゴールド・ソウルシルバー』のみ、先行配信もおこなわれた）。

3DS版（『ポケットモンスター X・Y』、『ポケットモンスター オメガルビー・アルファサファイア』、『ポケットモンスター サン・ムーン』）
- バーチャルコンソール版『ポケットモンスター 赤・緑・青・ピカチュウ』のダウンロード特典として期間限定でミュウが入手できるシリアルコードが配布される。また、バーチャルコンソール版『ポケットモンスター 赤・緑・青・ピカチュウ』が同梱されたニンテンドー2DSにもミュウが入手できるシリアルコードが同梱される。
- 2017年1月25日に『ポケットモンスター サン・ムーン』向けにも始まったポケモンバンクを10月2日までに利用するとZクリスタルの一つである「ミュウZ」が特典として配布され、それを「サイコキネシス」を覚えているミュウに持たせると、専用Zワザ「オリジンズスーパーノヴァ」を使用することができる。

バーチャルコンソール版『ポケットモンスター 赤・緑・青・ピカチュウ』
- バーチャルコンソール版『ポケットモンスター 赤・緑・青・ピカチュウ』が同梱されたニンテンドー2DSにミュウが入手できる交換チケットが付属される。

Switch版（『ポケットモンスター Let's Go! ピカチュウ・Let's Go! イーブイ』、『ポケットモンスター ソード・シールド』、『ブリリアントダイヤモンド・シャイニングパール』）
- 『Let's Go! ピカチュウ・Let's Go! イーブイ』の専用コントローラ「モンスターボールPLUS」の特典としてミュウが入手できるシリアルコードが配布される、『Let's Go! ピカチュウ・Let's Go! イーブイ』『ソード・シールド』をプレイするときにもらうことができる。
- 『Let's Go! ピカチュウ・Let's Go! イーブイ』のセーブデータがあった状態で『ブリリアントダイヤモンド・シャイニングパール』をプレイした場合、ストーリー内で入手することができるようになった。

その他、NINTENDO 64の『ポケモンスタジアム』の2作目と3作目ではウルトラカップの決勝に登場するエリートトレーナーがミュウを使う他、条件を満たすと裏スタジアムのウルトラカップで「レンタルポケモン」としてプレイヤーが使用することができた。

### 外伝作品でのミュウ
一方、本編と連動しない外伝作品においては、ゲーム内で普通に出現する例が多い。『ポケモンスナップ』では最後のステージに登場する。『ポケモン不思議のダンジョン 青の救助隊・赤の救助隊』では、アイテム「オルゴール」を持っていると「ちていいせき」の奥で出現することがある。また、『時の探検隊・闇の探検隊』では、ミステリージャングルを守る、守り神として登場する。
『ポケパークWii 〜ピカチュウの大冒険〜』では、「スカイガーデン」という上空に浮島で暮らすポケモンとして登場。「スカイプリズム」という聖なる結晶石が欠片となってしまったきっかけは、「つどいのひろば」というコースの全ての門を閉ざしてしまい、「ゾーンマスター」のポケモン達が「にぎやかさ」という気持ちを失ったためだった。その影響で浮島スカイガーデンが落ちてしまう危機になっている。そこでピカチュウ達はポケモン達と協力して欠片になったスカイプリズムを集めることになる。マスターのポケモン達に「笑顔」という気持ちを取り戻すためサポートをする。声優はこおろぎさとみ。
『Pokémon UNITE』では、使用可能のポケモンとして登場。
『大乱闘スマッシュブラザーズシリーズ』には、モンスターボールから出現するポケモンの一つとして登場。『シリーズ第1作目』では隠しキャラクターがすべて使用可能であることも条件となっている。攻撃などはせず「そらをとぶ」だけだが、出現確率が非常に低い。遭遇すると高いボーナス得点が付く。『X』では、得点ボーナスのシステムが無くなったが、新たな使用BGMが増えるアイテム「CD」を1枚落としていく。『for』では、装備アイテム、必殺ワザ、ぼうし、からだ、フィギュアのいずれかを落としていく。音声はシリーズすべて山寺宏一が担当。

## アニメでのミュウ
アニメ版ではサトシ達登場人物の前に直接姿を現すことがほとんどない特殊な存在として扱われていたが、SM42話で初登場した。
『無印』のオープニングでは最後の方で1コマ登場し、『アドバンスジェネレーション』のオープニングではルカリオと共に登場した。『ダイヤモンド&パール』のオープニングではミュウツーと共に登場した。2019年版では第1話初登場。声優は山寺宏一。
『戦慄のミラージュポケモン』では、データからポケモンを再現する「ミラージュシステム」により人工的に作られたミュウが登場する。声優はこおろぎさとみ。

### 映画でのミュウ
1998年公開の『ミュウツーの逆襲』では、サトシとミュウツーの争いの最中に現れ、コピーに対する本物としてミュウツーと壮絶な戦いを繰り広げた。声優は山寺宏一。
2005年公開の『ミュウと波導の勇者 ルカリオ』では、いたずら好きだが寂しがりやな性格でピカチュウとニャースをはじまりの樹に連れて行く、始めはピカチュウにいて欲しかったが、最後はサトシたちは敵ではないと樹に教えて、葉白球からサトシたちを助けた。エンディングでは偶然サトシ達について来たウソハチがはじまりの樹に残り、共に遊んだ。声優はこおろぎさとみ。

## ポケモンカードでのミュウ
初登場はコロコロコミックの付録カード。進化ポケモンから一切のわざを受け付けない特殊能力「ニュートラル・シールド」を持っている。登場した当初は対策がほとんどなかったため、ポケモン自体の人気や限定カードということもあり、かなりのプレミア品となっていた。その後、「ひかるポケモン」や、「ポケモンex」、「ポケモン☆」などとして扱われている。プロモーションカードとなった回数も多い。

## 漫画でのミュウ
- 『ポケットモンスターSPECIAL』では第1話で登場。物語が始まるきっかけと同作品第1章のキーワードのひとつになっている。第5章でも再登場。ミュウツーの意思を感じて再びカントーへやってきた。
- 『ポケットモンスター PiPiPi★アドベンチャー』では最終回にて登場する。「ミュウに願い事を三回言えば願いが叶える」と言う、流れ星と酷似した噂を持っていた。
- 『ポケモンゲットだぜ!』では、主人公シュウの父親がミュウを追い求めているという設定である。なおシュウの名前もミュウから取られている（本当はミュウと名付けたかったが止められた）。本物としては登場しないが、メタモンがこの姿に変身して登場した。そのため、シュウの父との戦いに勝つために、罠として仕掛けた事もある。

## その他におけるミュウ
- 「ポケモン言えるかな?」では歌の最後に「もしかしてもう1匹忘れてない?」というフレーズがあり、ミュウは故意に外されている。なお、VHS版ではこのフレーズの場面でミュウのカードが表示されている。また「ポケモン言えるかなbaby?」では終盤に、「ポケモン言えるかNeo?」では最後に登場している。